# António Bernardo da Costa Cabral
António Bernardo da Costa Cabral, I conte e I marchese di Tomar (Fornos de Algodres, 9 maggio 1803 – Porto, 1º settembre 1889), è stato un politico portoghese, ministro della Giustizia dal 1839 e primo ministro dal 1842 al 1846.

## Biografia
Ministro della Giustizia dal 1839, nel 1842 si impose dittatorialmente come primo ministro del Portogallo e mantenne la carica fino al 1846.
Ricoprì poi nuovamente la carica di primo ministro dal 1849 al 1851.
Membro della Massoneria, fece parte della Loggia Emigração Regeneradora e in seguito nel 1838 aderì alla loggia União, col nome simbolico di Fénelon, dal 1840 al 1846 fu il 10º Gran Maestro del Grande Oriente Lusitano, fu eletto poi di nuovo a questa carica dal 1847 al 1849..